# Milan Indoor 1981
Il Milan Indoor 1981 è stato un torneo di tennis giocato sul sintetico indoor. È stata la 4ª edizione del Milan Indoor, che fa parte del Volvo Grand Prix 1981. Si è giocato a Milano in Italia, dal 23 al 29 marzo 1981.

## Campioni

### Singolare
John McEnroe ha battuto in finale  Björn Borg con il punteggio di 7–6, 6–4

### Doppio
Brian Gottfried /  Raúl Ramírez hanno battuto in finale  John McEnroe /  Peter Rennert con il punteggio di 7–6, 6–3